# Rotraud von Wachter
Rotraud von Wachter (Augusta, 29 agosto 1910 – ...) è stata una schermitrice tedesca, vincitrice di una medaglia d'argento ed una di bronzo ai Campionati Internazionali di scherma.